# Generació del 1917
La generació del 1917 fou un grup d'artistes de principis del segle xx. Es va formar quan, extingit l'esplendor del noucentisme, va aplegar un conjunt de joves artistes que compartien la inquietud per cercar fórmules plàstiques que afavorissin l'evolució de l'art català del segle xx.

## Descripció
La generació del 1917 no es pot considerar un moviment artístic. En aquest sentit, cal diferenciar les particularitats que van definir la seva existència de les que van caracteritzar, per exemple, l'esperit doctrinal del noucentisme. I és que, si bé els artistes que van formar part d'aquesta generació coincidien en l'ànim d'avançar i superar l'etapa precedent, no van crear cap escola que els aglutinés ni van establir cap filosofia comuna que cohesionés aspiracions. Per tant, la denominació de generació del 1917 descriu el context artístic plural sorgit al voltant d'una data en la qual es van succeir significatius esdeveniments històrics i plàstics, uns fets que constataven el final d'un període uniformista protagonitzat per l'ideal noucentista i el naixement d'una nova època artística més objectiva, individualista i heterogènia.

## Història
L'any 1917 va morir Enric Prat de la Riba, president de la Mancomunitat de Catalunya i promotor d'iniciatives culturals de primer ordre, una desaparició que preconitzava l'inici del declivi d'uns anys daurats per a la política catalanista. En el terreny artístic, Catalunya acollia algunes activitats que havien de sacsejar el fonament tradicional. Se celebrava l'‘Exposition d'Art Français' a Barcelona, els ballets russos de Diaghilev actuaven al Liceu amb escenografies de Picasso, i Francis Picabia publicava la revista dadaista 391, una iniciativa en la qual també col·laboraria l'emprenedor galerista Josep Dalmau i els avantguardistes Albert Gleizes, Marie Laurencin i Olga Sacharoff, residents a Catalunya a causa de la Primera Guerra Mundial. D'altra banda, apareixia la revista Troços i Joaquim Torres i García publicava el manifest Art-evolució a la revista Un enemic del Poble. Amb aquest manifest, el pintor s'allunyava de l'endogàmic noucentisme i defensava l'evolució de l'individu amb la consegüent transformació de l'obra d'art que creava.
Va ser en aquest context en què van aflorar els nuclis artístics que constituirien l'anomenada generació del 1917. La seva aportació, tot i l'evident dispersió, no es pot obviar, ja que molts artistes que havien de destacar posteriorment s'hi van iniciar.
Els evolucionistes i l'Agrupació Courbet, Nou Ambient o l'Agrupació d'Artistes Catalans van ser els grups que es van generar en aquest marc de voluntat innovadora. Amb més o menys incidència en el camp artístic, tots pretenien optar a un espai que els permetés desenvolupar les pròpies propostes. La finalitat era la de treballar, d'una banda, al marge de l'omnipresent noucentisme representat encara per l'emblemàtic Les Arts i els Artistes, i de l'altra, en la majoria dels casos, dels agosarats llenguatges avantguardistes.
El grup dels evolucionistes, també anomenats trinxeraires o fills de l'"arroyo" per les seves afinitats socials, va néixer el 1917 a l'estudi d'Alfred Sisquella, Joan Serra, Josep Viladomat i Joan Cortès. Va ser un col·lectiu molt dinàmic i va presentar la primera exposició en les modernes Galeries Dalmau. Altres artistes que s'hi afegirien més tard van ser Josep Mompou, Àngel Ferrant, Emili Bosch i Roger, Pere Créixams, Francesc Domingo, Manuel Humbert i els escultors Apel·les Fenosa, Josep Granyer i Joan Rebull. La seva pintura es caracteritza pel tarannà realista de les obres, una paleta de colors neutres i un estil compositiu cezannià que cadascú adaptà a la seva personalitat.
Tot i que el nom que van triar per al grup va crear expectatives, l'obra que en va derivar no va resultar gaire innovadora. Del noucentisme, criticaven l'excés de classicisme i la concepció idealista. Després de deu anys d'existència, però, el grup es va diluir en les files de Les Arts i els Artistes. Una de les fites va ser la d'aconseguir exposar en una sala pròpia a les exposicions d'art oficials de Barcelona.
L'Agrupació Courbet, coneguts com a lletraferits i fills de pis, ja que gaudien la majoria d'una posició més privilegiada que la dels col·legues evolucionistes, es va constituir el 1918 amb l'objectiu de consolidar-se i accedir a l'aparador expositiu barceloní. En van formar part Josep Llorens i Artigas, Enric C. Ricart, Francesc Domingo, Rafael Sala, Joan Miró, Rafael Benet i Josep Togores. Tot i ser la majoria alumnes del venerat noucentista Francesc d'Assís Galí i pertànyer al conservador Cercle Artístic de Sant Lluc, pregonaven també la necessitat de mirar cap endavant per construir nous models artístics. En el seu afany, van prendre com a referent l'inconformista pintor francès Gustave Courbet. D'aquí el nom amb què es van identificar. Durant els pocs anys que va viure l'agrupació, els components van treballar en una línia plàstica marcada per gustos similars als dels evolucionistes.
Nou Ambient va acollir artistes com Francesc Camps i Ribera o Francesc Vidal-Galícia. De naturalesa inquieta, el grup va aparèixer el 1919 i va exposar durant els primers anys vint a les Galeries Dalmau. El tipus d'obra que van executar no diferia en aspectes formals i temàtics de l'elaborada pels grups citats anteriorment. El discurs, però, sí que en divergia, ja que no rebutjava el passat amb el mateix fervor que els altres i fins en promovia la recuperació. En aquest sentit, van editar una revista en què s'alternaven articles entorn de l'obra d'artistes precedents i de contemporanis. L'interès per rescatar noms oblidats va permetre la revaloració de figures tan rellevants com la d'Isidre Nonell.
El 1919 va aparèixer l'Agrupació d'Artistes Catalans. La seva existència, però, va ser fruit més de la conveniència expositiva que no pas d'un sentiment estètic i conceptual en comú. Tret de mostrar desinterès pels llenguatges avantguardistes, les respectives personalitats es van mantenir independents. En un primer moment, en van formar part Emili Bosch i Roger, Pere Daura i Francesc Vidal i Gomà. Més endavant, s'hi afegirien Ferran Calicó, Pere Créixams o Pere Jou.